# ティンダーリアの種
『ティンダーリアの種』（ティンダーリアのたね）は、霜月はるかの1枚目のオリジナルアルバム。2007年2月28日にティームエンタテインメントから発売された。

## 概要
メディアミックス展開も行われており、漫画化およびドラマCD、外伝ドラマCDの発売がなされている。
人間の若者と、アリアという種族の少女の交流を描いたオリジナルストーリーを表現したファンタジーボーカルアルバム。霜月はるかが一から世界観を構築しており、民族音楽やクラシックの要素を含んだ楽曲と幻想的な歌詞やイラストにより、まるで小説を読んでいるかのような気分を体感することができる。
2007年5月18日には、キャラクター設定、用語集などが収録されたパーフェクトガイド（設定資料集）が発売され、2009年5月25日には、コミックス第1巻 限定版が、2010年1月25日には、コミックス第2巻限定版が、2010年8月13日には、外伝ドラマCD"それぞれの花祭り"が発売された。

## スタッフ
- 企画：霜月はるか、日山尚
- サウンドプロデュース：岩垂徳行
- ジャケット・ブックレットイラスト：藤村あゆみ

## 収録曲
（全作詞：霜月はるか・日山尚、作曲：霜月はるか・岩垂徳行、編曲：岩垂徳行）
1. 創奏 [3:10]
2. 祈りの種 [5:44]
3. 広い世界の欠片 [4:41]
4. 廻る理 [4:09]
5. 花祭りの娘 [4:18]
6. 今夜の月が眠るまで [6:06]
7. ヒカリノオト [4:38]
8. ささやきは森へ還り [5:11]
9. 真実の炎 [4:29]
10. 枯れた大地へ続く途 [6:32]
11. 護森人 [6:08]
12. いのちと約束 [7:06]

## 書籍

### 漫画
コミックZERO-SUM増刊WARDで連載（完結）。作画：藤村あゆみ、原作：霜月はるか&日山尚
- ティンダーリアの種 1巻 ISBN 9784758054058
- ティンダーリアの種 1巻（限定版） ISBN 9784758054065

特典として新曲入りのCD付き。
夢渡り
作詞：日山尚、作曲：霜月はるか、編曲：岩垂徳行
歌：霜月はるか
- ティンダーリアの種 2巻 ISBN 9784758054751
- ティンダーリアの種 2巻（限定版） ISBN 9784758054768

特典として新曲入りのCD付き。
希いの標
作詞：日山尚、作曲：霜月はるか、編曲：岩垂徳行
歌：霜月はるか

## ドラマCD

### 本編
2008年5月28日発売。
スタッフ
- 原作・企画・トータルプロデュース：霜月はるか、日山尚
- 脚本：日山尚
- サウンドプロデュース：霜月はるか
- 音響監督：赤間明吉
- 音楽：霜月はるか、岩垂徳行
- ジャケットイラスト：藤村あゆみ

キャスト
- ソルト・フェンネル：柿原徹也
- パセリ：沢城みゆき
- フィズ・バレリアン：中村悠一
- ユンデ・フェンネル：稲田徹
- ナスタ・グラス：小松里歌
- クレソン・アルカネット：神谷浩史
- ティトリー・ローズウッド：小林ゆう
- 長老：山口奈々
- アリアの青年（グレンバーン）：服巻浩司
- アリア：霜月はるか
- 隊員・街人：宮崎寛務、松村和哉、河本啓佑、大河内雅子

### 外伝
2010年8月13日発売
スタッフ
- 原作・企画・トータルプロデュース：霜月はるか、日山尚
- 脚本：日山尚
- サウンドプロデュース：霜月はるか
- 音響監督：赤間明吉
- 音楽：霜月はるか、岩垂徳行
- ジャケットイラスト：藤村あゆみ

キャスト
- クレソン・アルカネット：神谷浩史
- ティトリー・ローズウッド：小林ゆう
- ソルト・フェンネル：柿原徹也
- パセリ：沢城みゆき
- フィズ・バレリアン：中村悠一
- ナスタ・グラス：小松里歌